# Evika Siliņa
Evika Siliņa (Riga, 3. kolovoza 1975.) latvijska je pravnica i političarka, te trenutna premijerka Latvije od 2023. godine. Prije toga bila je ministrica socijalne skrbi u drugoj vladi premijera Krišjānisa Kariņša. Članica je liberalno-konzervativne stranke Zajedništvo (let. Vienotība).

## Životopis
Siliņa je rođena 3. kolovoza 1975. u Rigi. Od 1993. do 1997. studirala je na Latvijskom sveučilištu, gdje je diplomirala pravo, a na Pravnom fakultetu u Rigi stekla je zvanje magistra društvenih znanosti znanosti iz područja međunarodnog i europskog prava.
Od 2003. do 2012. godine bila je odvjetnica specijalizirana za međunarodno i domaće gospodarsko pravo. U tom razdoblju njezini klijenti su uključivali telekomunikacijske i IT tvrtke, te državne institucije.